# Channel One Cup 2010
Channel One Cup 2010 byl turnaj ze série Euro Hockey Tour. Turnaj se hrál od 16. do 19. prosince 2010 v Moskvě, utkání Finsko-Česko bylo odehráno ve finském Espoo.

## Výsledky a tabulka
| Poř. | Tým     | Z | V | VP | PP | P | VG | OG | B |
| ---- | ------- | - | - | -- | -- | - | -- | -- | - |
| 1.   | Rusko   | 3 | 3 | 0  | 0  | 0 | 14 | 6  | 9 |
| 2.   | Česko   | 3 | 1 | 1  | 0  | 1 | 8  | 6  | 5 |
| 3.   | Švédsko | 3 | 1 | 0  | 0  | 2 | 10 | 10 | 3 |
| 4.   | Finsko  | 3 | 0 | 0  | 1  | 2 | 5  | 15 | 1 |

Z = Odehrané zápasy; V = Výhry; VP = Výhry v prodloužení/nájezdech; PP = Prohry v prodloužení/nájezdech; VG = vstřelené góly; OG = obdržené góly; B = Body
 Finsko –  Česko 2:3  SN  (0:1, 1:0, 1:1 – 0:0, 0:1) Zpráva
16. prosince 2010 – Espoo

Branky  Finsko: 39:40 Leo Komarov, 54:10 Mikko Lehtonen

Branky  Česko: 16:57 Marek Kvapil, 52:43 Martin Lojek, rozhodující  SN  Marek Kvapil

Rozhodčí: Björk, Lärking (SWE) – Kekäläinen, Terho (FIN)

Vyloučení: 5:5 (1:0)

Diváků: 5 271
Finsko: Tarkki – Hietanen, Nordlund, Karalahti, Jalasvaara, Malmivaara, Uusitalo, Jaakola, Korpikari – Pyörälä, Viitaluoma, Pesonen – Lehtonen, Lindgren, Lahti – Louhivaara, Hytönen, Komarov – Tyrväinen, Wirtanen, Marjamäki.
Česko: Štěpánek – K. Rachůnek, Blaťák, Lojek, Čáslava, Krajíček, Barinka – Klepiš, Vampola, Hubáček – Bulis, Marek, Rolinek – Irgl, Vašíček (2. Adamský), Kvapil – Koukal, Jan Kovář, I. Rachůnek.
 Švédsko –  Rusko 3:5 (0:1, 2:2, 1:2) Zpráva
16. prosince 2010 – Moskva

Branky  Švédsko: 20:25 Niklas Persson, 22:41 Daniel Fernholm, 48:48 Sebastian Erixon

Branky  Rusko: 17:12 Sergej Mozjakin, 21:48 Maxim Afinogenov, 22:13 Alexej Morozov, 54:51 Nikolaj Bělov, 59:57 Danis Zaripov

Rozhodčí: Ronn, Laaksonen (FIN)

Vyloučení: 4:6 (2:1)

Diváků: 9 875
Švédsko: Liv – Fernholm, Petrasek, Danielsson, Sjogren, J. Ericsson – Mag. Johansson, Ekholm, R. Nilsson, Persson, Thornberg – Rundblad, Erixon, Melin, Warg, J. Lindstrom – S. Kronwall, Brodin, D. Axelsson, Kruger, Silfverberg
Rusko: Košečkin – Nikulin, Bělov, Zaripov, Kajgorodov, Mozjakin – Kornějev, Grebeškov, Radulov, Grigorenko, Morozov – Jemelin, Kuljaš, Gorovikov, Afinogenov, Lisin – E. Birjukov, Guskov, Kaljanin, Čurilov, Galimov
 Rusko –  Česko 3:1 (2:0, 1:1, 0:0) Zpráva
18. prosince 2010 – Moskva

Branky  Rusko: 4:17 Igor Grigorenko, 12:33 Ilja Nikulin, 24:41 Alexandr Radulov

Branky  Česko: 21:06 Tomáš Rolinek

Rozhodčí: Levonen, Boman (FIN) – Šeljanin, Sivov (RUS)

Vyloučení: 9:6 (2:0)

Diváků: 15 000
Rusko: Barulin – I. Nikulin, Bělov, Kornějev, Grebeškov, Kuljaš, Jemelin, Guskov, Birjukov – Morozov, Kajgorodov, Zaripov – A. Radulov, Grigorenko, Mozjakin – Afinogenov, Gorovikov, Lisin – Galimov, Čurilov, Kaljanin.
Česko: Štěpánek – K. Rachůnek, Blaťák, Lojek, Čáslava, Krajíček, Barinka, Nakládal – Klepiš, Koukal, Hubáček – Irgl, Marek, Rolinek – M. Růžička, Vašíček, Kvapil – Bulis, Vampola, I. Rachůnek, (41. Adamský)
 Finsko –  Švédsko 1:6 (1:2, 0:2, 0:2) Zpráva
18. prosince 2010 – Moskva

Branky  Finsko: 16:14 Janne Pesonen

Branky  Švédsko: 8:15 Daniel Brodin, 18:15 Sebastian Erixon, 28:57 Joakim Lindström, 36:48 Mattias Sjögren, 41:25 Nicklas Danielsson, 46:50 Magnus Johansson

Rozhodčí: Bulanov, Zacharov – Birin, Putulin (RUS)

Vyloučení: 5:5 (1:0, 2:0)

Diváků: 3 750
Švédsko: Larsson – Petrasek, Fernholm, Mag. Johansson, Ekholm, Rundblad, Kronwall, D. Axelsson, Erixon – Brodin, Sjögren, Zackrisson – Nilsson, Persson, Lindström – Danielsson, Krüger, Ericsson – Thörnberg, Warg, Melin.
Finsko: Kilpeläinen – Hietanen, Nordlund, Karalahti, Jalasvaara, Latvala, Uusitalo, Jaakola, Korpikari – Pyörälä, Viitaluoma, Pesonen – Lehtonen, Lindgren, Lahti – Louhivaara, Hytönen, Komarov – Tyrväinen, Wirtanen, Ahtola.
 Rusko –  Finsko 6:2 (1:1, 5:0, 0:1) Zpráva
19. prosince 2010 – Moskva

Branky  Rusko: 10:49 Alexandr Radulov, 22:00 Alexej Kajgorodov, 32:22 Gennadij Čurilov, 33:32 Sergej Mozjakin, 38:06 Alexej Morozov, 39:23 Gennadij Čurilov

Branky  Finsko: 15:59 Pyörälä, 54:49 Nordlund

Rozhodčí: Minář, Fraňo (CZE) – Šejlanin, Sivov (RUS)

Vyloučení: 7:8 (2:1) + I. Grigorenko (RUS), Jalasvaara (FIN) na 5 min a konce utkání

Diváků: 14 000
Rusko: Košečkin – I. Nikulin, Bělov, Kornějev, Grebeškov, Kuljaš, Jemelin, Guskov, Birjukov – Morozov, Kajgorodov, Zaripov – A. Radulov, Grigorenko, Mozjakin – Afinogenov, Gorovikov, Lisin – Galimov, Čurilov, Kaljanin.
Finsko: Tarkki (41. Kilpeläinen) – Hietanen, Nordlund, Karalahti, Jalasvaara, Latvala, Uusitalo, Jaakola, Korpikari – Pyörälä, Viitaluoma, Marjamäki – Lehtonen, Lindgren, Lahti – Louhivaara, Hytönen, Komarov – Tyrväinen, Wirtanen, Ahtola.
 Česko –  Švédsko 4:1 (0:1, 2:0, 2:0) Zpráva
19. prosince 2010 – Moskva

Branky  Česko: 26:30 Jakub Klepiš, 31:34 Ivan Rachůnek, 46:20 Tomáš Rolinek, 57:14 Josef Vašíček

Branky  Švédsko: 10:44 Dick Axelsson

Rozhodčí: Olenin, Ravodin – Birin, Putilin (RUS)

Vyloučení: 6:5 (1:0)

Diváků: 3 000
Česko: Štěpánek – K. Rachůnek, Blaťák, Lojek, Čáslava, Krajíček, Barinka, Nakládal – Klepiš, Marek, Rolinek – Irgl, Vašíček, Kvapil – I. Rachůnek, Vampola, Koukal – M. Růžička, Jan Kovář, Adamský.
Švédsko: Liv – Petrasek, Fernholm, Rundblad, Kronwall, Mag. Johansson, Erixon, Ekholm – Brodin, Sjögren, Zackrisson – D. Axelsson, Persson, Lindström – Danielsson, Warg, Melin – Silfverberg, Krüger, Thörnberg.

## Soupisky
| Umístění | Mužstvo | Hráči |
| -------- | ------- | --- |
| 1. místo | Rusko   | Brankáři:Konstantin Barulin, Vasilij Košečkin Obránci: Nikolaj Bělov, Jevgenij Birjukov, Denis Grebeškov, Alexandr Guskov, Alexej Jemelin, Konstantin Kornějev, Denis Kuljaš, Ilja Nikulin Útočníci: Maxim Afinogenov, Gennadij Čurilov, Alexandr Galimov, Konstantin Gorovikov, Igor Grigorenko, Alexej Kajgorodov, Alexandr Kaljanin, Anton Kurjanov, Enver Lisin, Alexej Morozov, Sergej Mozjakin, Alexandr Radulov, Danis Zaripov Trenér: Vjačeslav Bykov Asistenti: Igor Zacharkin |
| 2. místo | Česko   | Brankáři:Miroslav Kopřiva, Jakub Štěpánek Obránci: Michal Barinka, Miroslav Blaťák, Petr Čáslava, Lukáš Krajíček, Martin Lojek, Jakub Nakládal, Karel Rachůnek Útočníci: Martin Adamský, Jan Bulis, Petr Hubáček, Zbyněk Irgl, Jakub Klepiš, Petr Koukal, Jan Kovář, Marek Kvapil, Jan Marek, Ivan Rachůnek, Tomáš Rolinek, Martin Růžička, Petr Vampola, Josef Vašíček Trenér: Alois Hadamczik Asistenti: Ondřej Weissmann a Josef Jandač                                              |
| 3. místo | Švédsko | Brankáři: Daniel Larsson, Stefan Liv Obránci: Mattias Ekholm, Sebastian Erixon, Daniel Fernholm, Magnus Johansson, Staffan Kronwall, David Petrasek, David Rundblad Útočníci: Dick Axelsson, Daniel Brodin, Nicklas Danielsson, Jimmie Ericsson, Marcus Krüger, Joakim Lindström, Björn Melin, Robert Nilsson, Niklas Nordgren, Niklas Persson, Jakob Silfverberg, Mattias Sjögren, Martin Thörnberg, Fredrik Warg Trenér: Pär Mårts Asistent: Roger Rönnberg                           |
| 4. místo | Finsko  | Brankáři: Eero Kilpeläinen, Iiro Tarkki Obránci: Ilkka Heikkinen, Juuso Hietanen, Topi Jaakola, Janne Jalasvaara, Jere Karalahti, Oskari Korpikari, Olli Malmivaara, Ville Uusitalo Útočníci: Juha-Pekka Hytönen, Leo Komarov, Janne Lahti, Teemu Laine, Mikko Lehtonen, Perttu Lindgren, Ossi Louhivaara, Masi Marjamäki, Janne Pesonen, Mika Pyörälä, Antti Tyrväinen, Ville Viitaluoma, Petteri Wirtanen Trenér: Jukka Jalonen Asistenti: Petri Matikainen a Pasi Nurminen           |